# Nižná Jedľová
Nižná Jedľová (ukr. Нижня Ялова, Nyżnia Jałowa) – wieś (obec) na Słowacji w kraju preszowskim, powiecie Svidník.
Nižná Jedľová położona jest w historycznym kraju Szarysz na szlaku handlowym z Węgier do Polski. Pierwsze wzmianki o wsi pochodzą z roku 1572.